# ISPS Handa Ladies European Masters
De ISPS Handa Ladies European Masters is een golftoernooi van de Ladies European Tour (LET). Het wordt in Engeland gespeeld. Het prijzengeld is € 500.000 en daarmee is het een van de grootste toernooien van het jaar.

## Winnaars
| Jaar                               | Baan                                | Winnaar                           | Score                             | Score                             | Info                              |
| ISPS Handa Ladies British Masters  | ISPS Handa Ladies British Masters   | ISPS Handa Ladies British Masters | ISPS Handa Ladies British Masters | ISPS Handa Ladies British Masters | ISPS Handa Ladies British Masters |
| ---------------------------------- | ----------------------------------- | --------------------------------- | --------------------------------- | --------------------------------- | --------------------------------- |
| 2012                               | Buckinghamshire Golf Club in Denham | Lydia Hall                        | 209                               | -7                                |                                   |
| ISPS Handa Ladies European Masters |                                     |                                   |                                   |                                   |                                   |
| 2013                               | Buckinghamshire Golf Club in Denham | Karrie Webb                       | 200                               | -16                               |                                   |
| 2014                               | Buckinghamshire Golf Club in Denham | In-Kyung Kim                      | 270                               | -18                               |                                   |
| 2015                               | Buckinghamshire Golf Club in Denham | Beth Allen                        | 276                               | -12                               |                                   |

 Australian Ladies Masters ·
 Women's Australian Open ·
 New Zealand Women's Open ·
 World Ladies Championship ·
 Lalla Meryem Cup ·
 Buick Championship ·
 Turkish Ladies Open ·
 Dutch Ladies Open ·
 ISPS Handa Ladies European Masters ·
 Ladies Scottish Open ·
 Women's British Open ·
 Sberbank Golf Masters ·
 Helsingborg Open ·
 The Evian Championship ·
 Ladies Open de France ·
 Xiamen Open ·
 Sanya Ladies Open ·
 South African Women's Open ·
 Women's Indian Open ·
 Dubai Ladies Masters
Kowa Queens Cup ·
Solheim Cup